# Brownlow Cecil, IV marchese di Exeter
Brownlow Cecil, IV marchese di Exeter (20 dicembre 1849 – 9 aprile 1898), è stato un nobile e politico inglese.

## Biografia

### Infanzia
Era il figlio di William Cecil, III marchese di Exeter, e di sua moglie, Lady Georgina Pakenham, figlia di Thomas Pakenham, II conte di Longford.

### Carriera politica
È stato eletto alla Camera dei Comuni per North Northamptonshire nel 1877, carica che mantenne fino al 1895. Servì, durante il governo di Lord Salisbury come vice ciambellano (1891-1892). Nel 1895 successe al padre nel marchesato e prese il suo posto nella Camera dei lord.
Ricoprì la carica di capitano delle Grenadier Guards e fu colonnello del 3º e 4º reggimento Northamptonshire e vice tenente Lincolnshire.

### Matrimonio
Sposò, il 7 settembre 1875, Isabella Whichcote (?-12 luglio 1917), figlia di Sir Thomas Whichcote, VII Baronetto ed Isabella Elizabeth Montgomery. Ebbero un figlio.

### Morte
Morì il 9 aprile 1898, all'età di soli 48 anni.

## Discendenza
Lord Brownlow Cecil e Isabella Whichcote ebbero un figlio:
- William Cecil, V marchese di Exeter (27 ottobre 1876-6 agosto 1956).

## Ascendenza
|                                       |                                        |                                            | Genitori                             |  |  | Nonni |  |  | Bisnonni                          |  |  | Trisnonni    |  |
|                                       |                                        |                                            |                                      |  |  |       |  |  | Henry Cecil, I marchese di Exeter |  |  | Thomas Cecil |  |
|                                       |                                        |                                            |                                      |  |  |       |  |  | Henry Cecil, I marchese di Exeter |  |  | Thomas Cecil |  |
|                                       |                                        | Charlotte Garnier                          |                                      |  |  |       |  |  | Henry Cecil, I marchese di Exeter |  |  |              |  |
| Brownlow Cecil, II marchese di Exeter |                                        |                                            |                                      |  |  |       |  |  | Henry Cecil, I marchese di Exeter |  |  |              |  |
|                                       |                                        | Sarah Hoggins                              | Thomas Hoggins                       |  |  |       |  |  |                                   |  |  |              |  |
|                                       |                                        | Sarah Hoggins                              | Thomas Hoggins                       |  |  |       |  |  |                                   |  |  |              |  |
|                                       |                                        | Sarah Hoggins                              | Jane Bayley                          |  |  |       |  |  |                                   |  |  |              |  |
| William Cecil, III marchese di Exeter |                                        | Sarah Hoggins                              |                                      |  |  |       |  |  |                                   |  |  |              |  |
|                                       |                                        | William Stephen Poyntz                     | William Poyntz                       |  |  |       |  |  |                                   |  |  |              |  |
|                                       |                                        | William Stephen Poyntz                     | William Poyntz                       |  |  |       |  |  |                                   |  |  |              |  |
|                                       |                                        | William Stephen Poyntz                     | Isabella Courtenay                   |  |  |       |  |  |                                   |  |  |              |  |
| Isabella Poyntz                       |                                        | William Stephen Poyntz                     |                                      |  |  |       |  |  |                                   |  |  |              |  |
|                                       |                                        | Elizabeth Browne                           | Anthony Browne, VII visconte Montagu |  |  |       |  |  |                                   |  |  |              |  |
|                                       |                                        | Elizabeth Browne                           | Anthony Browne, VII visconte Montagu |  |  |       |  |  |                                   |  |  |              |  |
|                                       |                                        | Elizabeth Browne                           | Frances Mackworth                    |  |  |       |  |  |                                   |  |  |              |  |
| Brownlow Cecil, IV marchese di Exeter |                                        | Elizabeth Browne                           |                                      |  |  |       |  |  |                                   |  |  |              |  |
|                                       | Edward Pakenham, II barone di Longford | Thomas Pakenham, I barone di Longford      |                                      |  |  |       |  |  |                                   |  |  |              |  |
|                                       | Edward Pakenham, II barone di Longford | Thomas Pakenham, I barone di Longford      |                                      |  |  |       |  |  |                                   |  |  |              |  |
|                                       | Edward Pakenham, II barone di Longford | Elizabeth Pakenham, I contessa di Longford |                                      |  |  |       |  |  |                                   |  |  |              |  |
| Thomas Pakenham, II conte di Longford | Edward Pakenham, II barone di Longford |                                            |                                      |  |  |       |  |  |                                   |  |  |              |  |
|                                       |                                        | Catherine Rowley                           | Hercules Langford Rowley             |  |  |       |  |  |                                   |  |  |              |  |
|                                       |                                        | Catherine Rowley                           | Hercules Langford Rowley             |  |  |       |  |  |                                   |  |  |              |  |
|                                       |                                        | Catherine Rowley                           | Elizabeth Ormsby Upton               |  |  |       |  |  |                                   |  |  |              |  |
| Georgina Pakenham                     |                                        | Catherine Rowley                           |                                      |  |  |       |  |  |                                   |  |  |              |  |
|                                       |                                        | William Lygon, I conte Beauchamp           | Reginald Lygon                       |  |  |       |  |  |                                   |  |  |              |  |
|                                       |                                        | William Lygon, I conte Beauchamp           | Reginald Lygon                       |  |  |       |  |  |                                   |  |  |              |  |
|                                       |                                        | William Lygon, I conte Beauchamp           | Susanna Hanmer                       |  |  |       |  |  |                                   |  |  |              |  |
| Georgiana Lygon                       |                                        | William Lygon, I conte Beauchamp           |                                      |  |  |       |  |  |                                   |  |  |              |  |
|                                       |                                        | Catharine Denn                             | James Denn                           |  |  |       |  |  |                                   |  |  |              |  |
|                                       |                                        | Catharine Denn                             | James Denn                           |  |  |       |  |  |                                   |  |  |              |  |
|                                       |                                        | Catharine Denn                             | Margaret Brice                       |  |  |       |  |  |                                   |  |  |              |  |
|                                       |                                        | Catharine Denn                             |                                      |  |  |       |  |  |                                   |  |  |              |  |